# Unterseeboot 340
L' Unterseeboot 340 (ou U-340) est un sous-marin allemand (U-Boot) de type VII.C utilisé par la Kriegsmarine (marine de guerre allemande) pendant la Seconde Guerre mondiale.

## Construction
L'U-340 est un sous-marin océanique de type VII C. Construit dans les chantiers de Nordseewerke à Emden, la quille du U-340 est posée le 1er octobre 1941 et il est lancé le 20 août 1942. L'U-340 entre en service deux mois plus tard.

## Historique
Mis en service le 16 octobre 1942, l'Unterseeboot 340 reçoit sa formation de base à Danzig au sein de la 8. Unterseebootsflottille jusqu'au 30 avril 1943, puis l'U-340 rejoint son unité de combat dans la 6. Unterseebootsflottille à la base sous-marine de Saint-Nazaire.
L'Unterseeboot 340 réalise trois patrouilles, toutes sous les ordres de l'Oberleutnant zur See Hans-Joachim Klaus, dans lesquelles il ne coule, ni n'endommage de navire ennemi au cours des 109 jours en mer.
Il réalise sa première patrouille, quittant le port de Kiel le 29 avril 1943 pur une mission de surveillance du trafic maritime jusqu'au sud du Groenland. Après 33 jours en mer, il atteint le 31 mai 1943 la base sous-marine de Bordeaux.
Pour sa deuxième patrouille, il quitte Bordeaux le 6 juillet 1943.

Le 25 août 1943, l'U-340 repêche et sauve cinq aviateurs de la Luftwaffe au large de l'Espagne. Peu après, l'U-Boot est attaqué par un avion ennemi : quelques hommes d'équipage sont blessés et l'U-Boot est endommagé. Le 2 septembre 1943, après 59 jours en mer, il accoste à la base sous-marine de Saint-Nazaire.
Il appareille de Saint-Nazaire le 17 octobre 1943 pour sa troisième patrouille. Après 17 jours en mer, l'U-340 est contraint de se saborder le 2 novembre 1943 à 4 h 30 à quelques milles nautiques au sud-ouest de Punta Almina sur la côte du Maroc espagnol à la position géographique de 35° 49′ N, 5° 14′ O après avoir subi de sérieux dommages lors d'une attaque par des charges de profondeur lancées du sloop britannique HMS Fleetwood, par les destroyers britanniques HMS Active et HMS Witherington, ainsi que par un bombardier Vickers Wellington britannique (du Squadron 179/R).
Un sous-marinier des quarante-neuf membres d'équipage meurt dans cette attaque et dans ce sabordage.

## Affectations
- 8. Unterseebootsflottille à Danzig du 16 octobre 1942 au 30 avril 1943 (Flottille d'entraînement).
- 6. Unterseebootsflottille à Saint-Nazaire du 1er mai au 2 novembre 1943 (Flottille de combat).

## Commandements
- Oberleutnant zur See Hans-Joachim Klaus du 16 octobre 1942 au 2 novembre 1943

## Patrouilles
|       | Commandant               | Départ          | Départ        | Arrivée          | Arrivée       | Jours     | Succès |
| ----- | ------------------------ | --------------- | ------------- | ---------------- | ------------- | --------- | ------ |
| 1     | Oblt. Hans-Joachim Klaus | 29 avril 1943   | Kiel          | 31 mai 1943      | Bordeaux      | 33 jours  |        |
| 2     | Oblt. Hans-Joachim Klaus | 6 juillet 1943  | Bordeaux      | 2 septembre 1943 | Saint-Nazaire | 59 jours  |        |
| 3     | Oblt. Hans-Joachim Klaus | 17 octobre 1943 | Saint-Nazaire | 2 novembre 1943  | Coulé         | 17 jours  |        |
| Total | Total                    | Total           | Total         | Total            | Total         | 109 jours | 0 t    |

Note : Oblt. = Oberleutnant zur See 

### Opérations Wolfpack
L'U-340 a opéré avec les Wolfpacks (meute de loups) durant sa carrière opérationnelle.
1. Iller (12 mai 1943 - 15 mai 1943)
2. Donau 1 (15 mai 1943 - 20 mai 1943)
3. sans nom (11 juillet 1943 - 29 juillet 1943)

## Navires coulés
L'Unterseeboot 340 n'a ni coulé, ni endommagé de navire ennemi au cours des trois patrouilles (109 jours en mer) qu'il effectua.

### Source et bibliographie
- (en) Cet article est partiellement ou en totalité issu de l’article de Wikipédia en anglais intitulé « German submarine U-340 » (voir la liste des auteurs).
- Chris Bishop, historien militaire (trad. de l'anglais par Christian Muguet), Les sous-marins de la Kriegsmarine : 1939-1945 : le guide d'identification des sous-marins [« The spellmount submarine identification guide : Kriegsmarine U-boats 1939-1945 »], Paris, Éd. de Lodi, 2008, 192 p. (ISBN 978-2-84690-327-1, OCLC 470721805, BNF 41298980)